# Kinbrace
Kinbrace är en by i Sutherland, Highland, Skottland. Byn är belägen 24 km 
från Helmsdale. Orten har 51 invånare (2011).